# Siunggam Tonga
Siunggam Tonga is een bestuurslaag in het regentschap Padang Lawas Utara van de provincie Noord-Sumatra, Indonesië. Siunggam Tonga telt 565 inwoners (volkstelling 2010).